# Fægtning under sommer-OL 2012
Fægtning under Sommer-OL 2012 fandt sted fra 28. juli til 5. august 2012 på ExCeL Exhibition Centre i London. Der blev fægtet i ti øvelser (seks individuelle og fire hold).

## Medaljer

### Medaljeoversigt
| Placering | Land      | Guld | Sølv | Bronze | Total |
| --------- | --------- | ---- | ---- | ------ | ----- |
| 1         | Italien   | 3    | 2    | 2      | 7     |
| 2         | Sydkorea  | 2    | 1    | 3      | 6     |
| 3         | Kina      | 2    | 0    | 1      | 3     |
| 4         | Ukraine   | 1    | 0    | 1      | 2     |
| 5         | Ungarn    | 1    | 0    | 0      | 1     |
| 5         | Venezuela | 1    | 0    | 0      | 1     |
| 7         | Rusland   | 0    | 2    | 1      | 3     |
| 8         | Tyskland  | 0    | 1    | 1      | 2     |
| 9         | Egypten   | 0    | 1    | 0      | 1     |
| 9         | Japan     | 0    | 1    | 0      | 1     |
| 9         | Norge     | 0    | 1    | 0      | 1     |
| 9         | Rumænien  | 0    | 1    | 0      | 1     |
| 13        | USA       | 0    | 0    | 1      | 1     |
| Total     | Total     | 10   | 10   | 10     | 30    |

Frankrig vandt ikke nogen medalje for første gang siden 1960.

### Medaljevindere
| Øvelse:              | Guld:                                                                                      | Sølv:                                                                                          | Bronze:                                                                         |
| Kårde mænd           | Venezuela (VEN) · Rubén Limardo                                                            | Norge (NOR) · Bartosz Piasecki                                                                 | Sydkorea (KOR) · Jung Jin-Sun                                                   |
| Fleuret mænd         | Kina (CHN) · Lei Sheng                                                                     | Egypten (EGY) · Alaaeldin Abouelkassem                                                         | Sydkorea (KOR) · Choi Byung-chul                                                |
| Sabel mænd           | Ungarn (HUN) · Áron Szilágyi                                                               | Italien (ITA) · Diego Occhiuzzi                                                                | Rusland (RUS) · Nikolay Kovalev                                                 |
| Fleuret hold mænd    | Italien (ITA) · Valerio Aspromonte · Giorgio Avola · Andrea Baldini · Andrea Cassarà       | Japan (JPN) · Suguru Awaji · Kenta Chida · Ryo Miyake · Yuki Ota                               | Tyskland (GER) · Peter Joppich · Sebastian Bachmann · Benjamin Kleibrink        |
| Sabel hold mænd      | Sydkorea (KOR) · Gu Bon-Gil · Won Woo-Young · Kim Jung-Hwan · Oh Eun-Seok                  | Rumænien (ROU) · Rareș Dumitrescu · Tiberiu Dolniceanu · Florin Zalomir · Alexandru Sirițeanu  | Italien (ITA) · Aldo Montano · Diego Occhiuzzi · Luigi Samele · Luigi Tarantino |
| Kårde kvinder        | Ukraine (UKR) · Yana Shemyakina                                                            | Tyskland (GER) · Britta Heidemann                                                              | Kina (CHN) · Sun Yujie                                                          |
| Fleuret kvinder      | Italien (ITA) · Elisa Di Francisca                                                         | Italien (ITA) · Arianna Errigo                                                                 | Italien (ITA) · Valentina Vezzali                                               |
| Sabel kvinder        | Sydkorea (KOR) · Kim Ji-Yeon                                                               | Rusland (RUS) · Sofija Velikaja                                                                | Ukraine (UKR) · Olha Kharlan                                                    |
| Fleuret hold kvinder | Italien (ITA) · Arianna Errigo · Elisa Di Francisca · Ilaria Salvatori · Valentina Vezzali | Rusland (RUS) · Inna Deriglazova · Larisa Korobeynikova · Aida Shanaeva · Kamilla Gafurzianova | Sydkorea (KOR) · Nam Hyun-hee · Jeon Hee-sook · Jung Gil-ok · Oh Ha-na          |
| Kårde hold kvinder   | Kina (CHN) · Sun Yujie · Xu Anqi · Li Na · Luo Xiaojuan                                    | Sydkorea (KOR) · Shin A-Lam · Choi In-Jeong · Jung Hyo-Jung · Choi Eun-Sook                    | USA (USA) · Courtney Hurley · Kelley Hurley · Maya Lawrence · Susie Scanlan     |